# Darrell Bock
Darrell L. Bock (* 1953) ist ein US-amerikanischer, evangelikaler Neutestamentler und Professor für neutestamentliche Studien am Dallas Theological Seminary (DTS) in Dallas, Texas. Seine Forschungsschwerpunkte liegen beim Lukasevangelium und dem jüdischen Umfeld von Jesus.

## Leben und Wirken
Bock studierte an der Universität von Texas in Austin, wo er 1975 seinen Bachelor machte. Am Dallas Theological Seminary bekam er 1979 seinen Master. Den Doktorgrad erhielt er 1983 von der Universität Aberdeen in Schottland. Als Stipendiat studierte er an der Universität Tübingen in Deutschland weiter.
Bock schrieb über 40 Bücher, zu seinen Arbeiten zählen die Monographie Blasphemy and Exaltation in Judaism (Mohr Siebeck, 1998) und Bände über das Lukasevangelium im Baker Exegetical Commentary on the New Testament und in der Kommentarreihe New Testament Commentary Series bei Inter-Varsity Press. Bock war Präsident der Evangelical Theological Society. Er nimmt Funktionen als Mitherausgeber für Christianity Today wahr und veröffentlichte Artikel in der Los Angeles Times und den Dallas Morning News.
Bock ist bekannt geworden für seine Auseinandersetzung mit Dan Browns Roman Der Da Vinci Code. Als Antwort auf die theologischen Implikationen des Romans schrieb Bock Breaking the Da Vinci Code (deutsch: Den Da Vinci Code knacken), sein bisher meistverkauftes Buch. Es stellt darin die Historizität verschiedener Ideen in Frage, die in Browns The Da Vinci Code portiert werden, insbesondere die angenommene Ehe von Jesus mit Maria Magdalena. Als Sachbuchautor war er auf der New York Times Bestsellerliste.
Bock schrieb auch viele Beiträge für beliefnet.com und Christianity Today online. Er schrieb The Missing Gospels (deutsch: Die verschwiegenen Evangelien), worin er für die Existenz und den legitimen Vorrang dieser frühen vorkanonischen Evangelien und Glaubensinhalte über die nichtkanonischen Schriften argumentierte.
Am 17. Mai 2006, kurz vor der Premiere des Films Der Da Vinci Code, trat Bock in der Fernsehsendung Nightline auf, wo er über sein Buch und den Film sprach. Er debattierte mit dem agnostischen Bibelgelehrten Bart Ehrman über die Frage, ob die Evangelien gefälscht wurden.
Bock ist Executive Director of Cultural Engagement und Senior Research Professor of New Testament Studies am Dallas Theological Seminary (DTS). Er war 2000 bis 2001 Präsident der Evangelical Theological Society (ETS), und er war zeitweilig auch im Vorstand des Wheaton College.

## Privates
Bock ist seit über 40 Jahren mit Sally verheiratet, sie haben zwei Töchter, einen Sohn und auch Enkelkinder. Er ist seit 1978 Mitglied der Trinity Fellowship Church in Dallas, wo er auch Ältester war.

## Werke
Monographien:
- Luke. InterVarsity, Downers Grove, Illinois 1994, ISBN 0-8308-1803-0.
- A Biblical Theology of the New Testament. Moody Press, Chicago 1994, ISBN 0-8024-0735-8.
- Luke. Zondervan Pub. House, Grand Rapids, Michigan 1996, ISBN 0-310-49330-7.
- Blasphemy and exaltation in Judaism and the final examination of Jesus: a philological-historical study of the key Jewish themes impacting Mark 14:61-64. Mohr Siebeck, Tübingen 1998, ISBN 3-16-147052-4.
- Blasphemy and exaltation in Judaism : the charge against Jesus in Mark 14:53-65. Baker Books, Grand Rapids, Michigan 2000, ISBN 0-8010-2236-3.
- Can I trust the Bible?: defending the Bible's reliability. Ravi Zacharias International Ministries, Norcross, Georgia 2001, ISBN 1-930107-03-X.
- The Bible knowledge key word study: the Gospels, Cook Communications Ministries, Colorado Springs, Colorado 2002, ISBN 0-7814-3444-0.
- Jesus according to Scripture: restoring the portrait from the Gospels. Baker Academic, Grand Rapids, Michigan und Apollos, Leicester, UK 2002, ISBN 0-8010-2370-X.
- Purpose-directed theology: getting our priorities right in evangelical controversies. InterVarsity Press, Downers Grove 2002, ISBN 0-8308-2725-0.
- Studying the historical Jesus: a guide to sources and methods. Baker Academic, Grand Rapids, Michigan und Apollos, Leicester (UK) 2002, ISBN 0-8010-2451-X.
- Breaking The Da Vinci code : answers to the questions everyone's asking. Nelson Books: Nashville (TN) / Thorndike Press: Waterville, Me. 2004, ISBN 0-7852-6046-3 / ISBN 0-7862-6967-7.
  - Deutsch: Die Sakrileg-Verschwörung. Fakten und Hintergründe zum Roman von Dan Brown. Brunnen, Gießen 2006, ISBN 3-7655-1926-X.
- Jesus in context: background readings for Gospel study. Baker Academic, Grand Rapids, Michigan 2005, ISBN 0-8010-2719-5.
- The Missing Gospels: Unearthing the Truth Behind Alternative Christianities, Thomas Nelson, Nashville (TN) 2006, ISBN 978-0-7852-1294-2.
  - Deutsch: Die verschwiegenen Evangelien: Gnosis oder apostolisches Christentum: Muss die Geschichte des frühen Christentums neu geschrieben werden? Brunnen, Gießen 2007, ISBN 978-3-7655-1964-2.

Als Mitautor:
- Donald K. Campbell, Jeffrey L. Townsend, Darrell L Bock: A Case for Premillennialism: A New Consensus. Moody, Chicago 1992, ISBN 0-8024-0899-0 (englisch).
- Craig A. Blaising, Darrell L. Bock: Dispensationalism, Israel and the Church: The Search for Definition. Zondervan Pub. House, Grand Rapids, Michigan 1992, ISBN 0-310-34611-8 (englisch).
- Craig A. Blaising, Darrell L. Bock: Progressive Dispensationalism. BridgePoint, Wheaton, Illinois 1993, ISBN 1-56476-138-X (englisch).
- Craig A. Blaising, Kenneth L. Gentry, Robert B. Strimple, Darrell L. Bock: Three Views on the Millennium and Beyond. Zondervan, Grand Rapids, Michigan 1999, ISBN 0-310-20143-8 (englisch).
- Eugene H Merrill, Darrell L Bock: A Biblical Theology of the Old Testament. Moody Press, Chicago 1991, ISBN 0-8024-0738-2, S. 446 (englisch).
- Josh McDowell, Lee Strobel, Gary R. Habermas, Darrell L. Bock, Ravi Zacharias, Paul L. Maier, William A. Dembski, Brian Deacon, John Heyman, Barnet Bain, Peter Sykes, John Kirsh: Jesus [videorecording]: Fact or Fiction; the Jesus Film Project. Distributed by Inspirational Films, San Clemente (CA) 2003 (englisch).
- Darrell L. Bock, Robert L. Webb (Hrsg.): Key events in the life of the historical Jesus: a collaborative exploration of context and coherence. Mohr, Tübingen 2009.